# Leichtathletik-Weltmeisterschaften 2013/Teilnehmer (Dominikanische Republik)
| Gelbes Symbol für Goldmedaillen mit stilisierten Olympischen Ringen | Graues Symbol für Silbermedaillen mit stilisierten Olympischen Ringen | Braundes Symbol für Bronzemedaillen mit stilisierten Olympischen Ringen |
| ------------------------------------------------------------------- | --------------------------------------------------------------------- | ----------------------------------------------------------------------- |
| —                                                                   | —                                                                     | 1                                                                       |

Der Leichtathletik-Verband der Dominikanischen Republik stellte fünf Teilnehmerinnen und fünf Teilnehmer bei den Leichtathletik-Weltmeisterschaften 2013 in der russischen Hauptstadt Moskau.

## Ergebnisse

### Männer

#### Laufdisziplinen
| Athlet                                                                     | Disziplin    | Vorlauf     | Vorlauf | Halbfinale         | Halbfinale         | Finale             | Finale             |
| Athlet                                                                     | Disziplin    | Zeit        | Platz   | Zeit               | Platz              | Zeit               | Platz              |
| -------------------------------------------------------------------------- | ------------ | ----------- | ------- | ------------------ | ------------------ | ------------------ | ------------------ |
| Luguelín Santos                                                            | 200 m        | 21,13 s     | 38      | nicht qualifiziert | nicht qualifiziert | nicht qualifiziert | nicht qualifiziert |
| Luguelín Santos                                                            | 400 m        | 45,23 s     | 4       | 44,83 s            | 5                  | 44,52 s            | Bronze             |
| Gustavo Cuesta                                                             | 400 m        | 45,93 s     | 20      | 45,93 s            | 20                 | nicht qualifiziert | nicht qualifiziert |
| Félix Sánchez                                                              | 400 m Hürden | 49,20 s     | 3       | 48,10 s SB         | 2                  | 48,22 s            | 5                  |
| Luguelín Santos Gustavo Cuesta Félix Sánchez Arismendy Peguero Yon Soriano | 4 × 400 m    | 3:03,61 min | 14      |                    |                    | nicht qualifiziert | nicht qualifiziert |

### Frauen

#### Laufdisziplinen
| Athletin                                                                     | Disziplin    | Vorlauf    | Vorlauf | Halbfinale | Halbfinale | Finale             | Finale             |
| Athletin                                                                     | Disziplin    | Zeit       | Platz   | Zeit       | Platz      | Zeit               | Platz              |
| ---------------------------------------------------------------------------- | ------------ | ---------- | ------- | ---------- | ---------- | ------------------ | ------------------ |
| Mariely Sánchez                                                              | 100 m        | 11,41 s    | 23      | 11,41 s    | 21         | nicht qualifiziert | nicht qualifiziert |
| Mariely Sanchez                                                              | 200 m        | 23,05 s    | 17      | 23,05 s    | 15         | nicht qualifiziert | nicht qualifiziert |
| Lavonne Idlette                                                              | 110 m Hürden | 13,06 s    | 13      | 12,91 s    | 11         | nicht qualifiziert | nicht qualifiziert |
| Mariely Sánchez Lavonne Idlette Fany Chalas Margarita Manzueta Marleny Mejía | 4 × 100 m    | 43,28 s NR | 14      |            |            | nicht qualifiziert | nicht qualifiziert |